# Glenda Esthefania Inzunza Cabrera
Glenda Esthefania Inzunza Cabrera (12 marzo 2001) è una nuotatrice artistica messicana.

## Palmarès

### Coppa del Mondo
- 4 podi:
  - 3 vittorie (3 nella gara a squadre)
  - 1 terzo posto (1 nella gara a squadre)

#### Coppa del mondo - vittorie
| Data           | Luogo    | Paese   | Disciplina      |
| -------------- | -------- | ------- | --------------- |
| 13 maggio 2023 | Soma Bay | Egitto  | Team tecnico    |
| 15 maggio 2023 | Soma Bay | Egitto  | Team acrobatico |
| 5 maggio 2024  | Parigi   | Francia | Team acrobatico |